# Кати Кламп
Кати Кламп (на английски: Cathy Clamp) е американска писателка на произведения в жанра фентъзи и паранормален любовен роман. Пише и под псевдонима Кат Адамс (на английски: Cat Adams) с писателката С. Т. Адамс.

## Биография и творчество
Кати Кламп е роден на 1961 г. в Уокеша, Уисконсин, САЩ. През 1993 г. завършва с бакалавърска степен по антропология Университета на Ню Хемпшир. След дипломирането си работи като професионален юридически секретар в правна кантора в Денвър. В периода 1997–2000 г. работи като мениджър на компанията за недвижими имоти „Bumble Bee Seafoods“. От 2010 г. е директор на компанията за недвижими имоти „Pacific Southwest Realty Services“.
Докато работи в правната кантора се среща с юристката и писателка С. Т. Адамс и през 1997 г. започва тяхното сътрудничество под псевдонима Кат Адамс. Писателката С. Т. Адамс разработва сюжетните линии и символиката, а Кати Кламп разработва екшън сцените и романтиката в произведенията.
Първият ѝ разказ, „A matter of taste“, е публикуван през 2001 г.
Първият им паранормален любовен роман „Лунен ловец“ от фентъзи поредицата „Разкази за сазите“ е публикуван през 2004 г. В историята се срещат два свята: на наемния убиец Тони на сазите – върколаци, подвластни на Луната, и на младата Сю – обикновена девойка, потисната от майка си, депресирана и желаеща да се самоубие. Нейното решение ги свързва в греховна връзка и води до неочаквани и дълбоки последствия. Книгата става бестселър на „USA Today“ и я прави известна.
През 2006 г. е издаден първият роман „Touch of Evil“ от съвместната им поредица „Трал“, а през 2015 г. е издаден първият роман „Forbidden Forbidden“ от самостоятелната ѝ поредица „Лунно езеро“.
През 2008 г. е удостоена с награда за цялостно творчество за паранормалноте си любовни романи от списание „Romantic Times Bookreviews“.
Кати Кламп живее със семейството си в Брейди, Тексас.

## Произведения

### Серия „Разкази за сазите“ (Tales Of The Sazi) – със С. Т. Адамс
1. Hunter's Moon (2004)
Лунен ловец, изд.: Унискорп, София (2011), прев. Михаела Михайлова
2. Moon's Web (2005)
3. Captive Moon (2006)
4. Howling Moon (2007)
5. Moon's Fury (2007)
6. Timeless Moon (2008)
7. Cold Moon Rising (2009)
8. Serpent Moon (2010)

### Серия „Трал“ (Thrall) – със С. Т. Адамс
1. Touch of Evil (2006)
2. Touch of Madness (2007)
3. Touch of Darkness (2008)

### Серия „Лунно езеро“ (Luna Lake)
1. Forbidden (2015)
2. Illicit (2016)

### Новели
- Fare Thee Well (2011)

### Сборници
- Weirdly (2007) – със С. Т. Адамс и Бернита Харис

### Разкази
- A matter of taste (2001)
- Error 404: Page Found (2008)
- To Ease the Rage (2008) – със С. Т. Адамс
- Daniel (2009) – със С. Т. Адамс
- The Trials of Bryan Murphy (2010) – със С. Т. Адамс
- Fare Thee Well (2010)
- Sorcery (2011)
- Carpe Noctem (2011)
- Star Crossed (2013)

### Документалистика
- Road to Riches: The Great Railroad Race to Aspen (2003) – със С. Т. Адамс